# Browneopsis
Browneopsis là một chi thực vật có hoa trong họ Đậu.